# Kevin Saul
Kevin Saul (* 25. Mai 1980 in Warrenville, Illinois) ist ein professioneller US-amerikanischer Pokerspieler. Er stand für 7 Wochen an der Spitze der Onlinepoker-Weltrangliste und gewann 2007 das Main Event der World Poker Tour.

## Pokerkarriere

### Online
Saul spielt online unter den Nicknames BeL0WaB0Ve (PokerStars sowie UltimateBet), GetPWN3D (Full Tilt Poker) und BeLOWaBOVe (Absolute Poker). Vom 13. Dezember 2006 bis 30. Januar 2007 stand er für 7 Wochen in Serie auf Platz eins des PokerStake-Rankings, das die erfolgreichsten Onlinepoker-Turnierspieler weltweit listet.

### Live
Seine erste Geldplatzierung bei einem Live-Turnier erzielte Saul im August 2006 im Hotel Bellagio am Las Vegas Strip. Anfang November 2006 belegte er bei den World Poker Finals in Mashantucket den zweiten Platz und erhielt ein Preisgeld von rund 100.000 US-Dollar. Im Juni 2007 war er erstmals bei der World Series of Poker (WSOP) im Rio All-Suite Hotel and Casino am Las Vegas Strip erfolgreich und kam bei zwei Turnieren der Variante No Limit Hold’em in die Geldränge. Mitte Juli 2007 gewann Saul das Main Event der World Poker Tour im Bellagio und sicherte sich damit eine Siegprämie von mehr als 1,3 Millionen US-Dollar. An gleicher Stelle wurde er im Dezember 2007 Zweiter beim Five Diamond World Poker Classic für knapp 180.000 US-Dollar. Anfang Januar 2009 belegte Saul beim Main Event des PokerStars Caribbean Adventures auf den Bahamas den achten Rang und erhielt dafür 234.000 US-Dollar Preisgeld. Bei der WSOP 2011 cashte er dreimal und belegte den 216. Platz im Main Event. Im April 2013 gewann Saul das WSOP-Circuitturnier in Mashantucket mit einer Siegprämie von knapp 200.000 US-Dollar. Bei der WSOP 2015 erreichte er einen Finaltisch bei einem Turnier in Pot Limit Omaha und wurde Zweiter für rund 165.000 US-Dollar. Anfang September 2016 belegte Saul beim Main Event der Heartland Poker Tour in Chicago den zweiten Platz und erhielt ein Preisgeld von mehr als 100.000 US-Dollar. Seitdem blieben größere Turniererfolge aus. Seine bis dato letzte Geldplatzierung erzielte er im Oktober 2019.
Insgesamt hat sich Saul mit Poker bei Live-Turnieren mehr als 3,5 Millionen US-Dollar erspielt.